# Grote of Sint-Laurenskerk (Alkmaar)
De Grote Sint-Laurenskerk, voorheen Grote of Sint-Laurenskerk, is een kerkgebouw aan de Koorstraat 2 in Alkmaar.
Het is een met natuursteen beklede bakstenen kruisbasiliek met zevenzijdige koorsluiting. De bouw vond plaats van 1470 tot 1518. De kerk heeft vier traptorens en bevat het oudste nog te bespelen kerkorgel van Nederland. De van oorsprong katholieke kerk werd in 1573 protestant en heeft sinds 1996 geen religieuze functie meer. Er is een museum in gevestigd over de historie van het gebouw.

## Geschiedenis

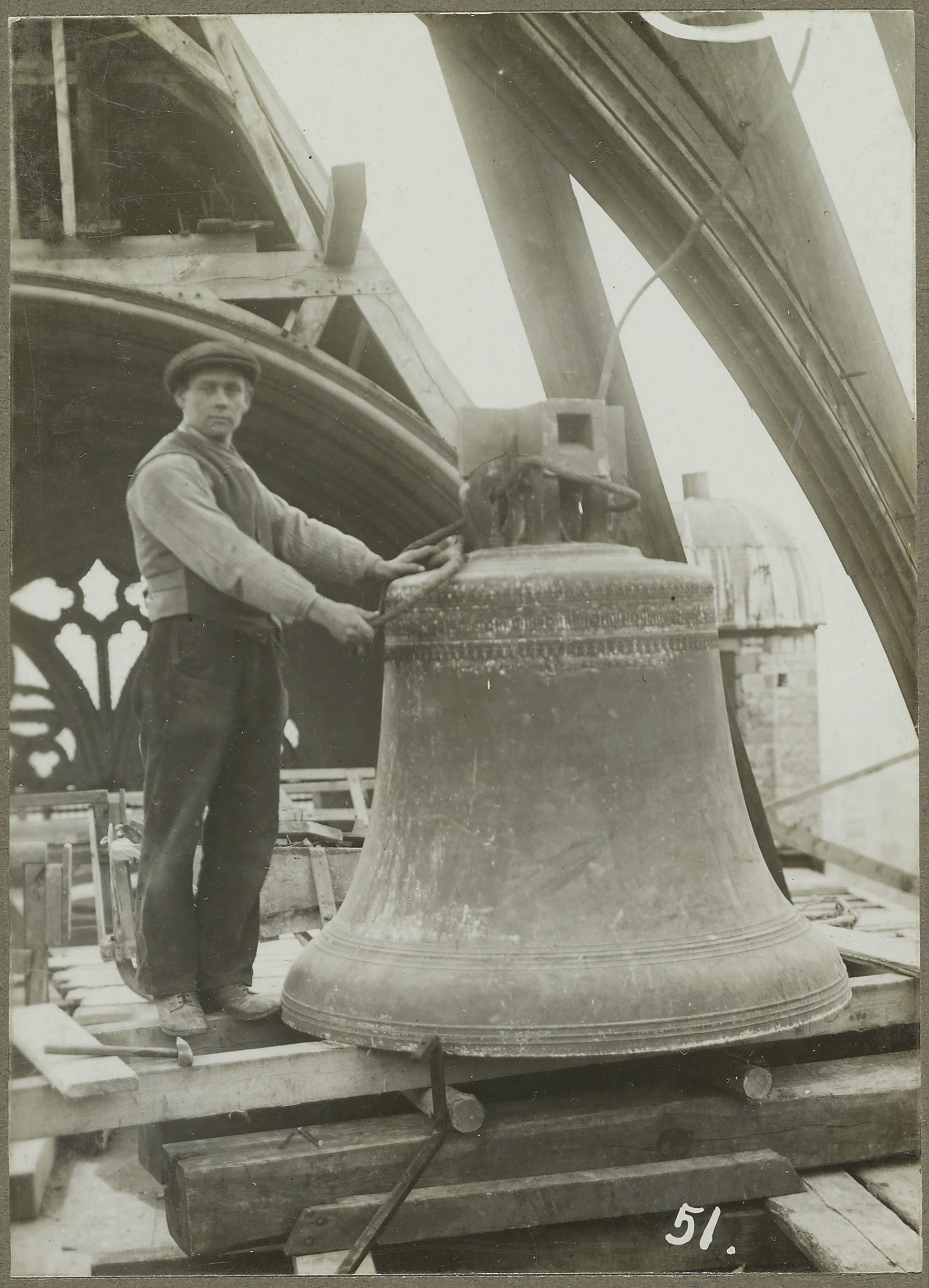
De heeluurslagklok ongeveer honderd jaar geleden tijdens herbouw van de dakruiter

De eerste vermelding van een kerkje op deze plek (waar tevens de eerste nederzetting tot stand kwam) dateert uit het begin van de 10e eeuw. Het betrof een houten kerkje dat in 1133 bij een aanval van Friezen op Alkmaar door brand werd verwoest. Een nieuwe kerk brandde in 1328 bij een stadsbrand af. Opnieuw werd een kerk gebouwd. In 1429 vond in de kerk het Mirakel van het H.Bloed plaats. In die tijd breidde Alkmaar zich dusdanig uit dat besloten werd om naast de kerk een tweede te bouwen die opgedragen werd aan de heilige Matthias. Deze kerk kwam in 1382 gereed. In de 15e eeuw werd besloten bij de dubbelkerk een toren te bouwen. In 1468 was deze toren nog niet af, maar zeevaarders konden hem al vanaf zee als baken gebruiken. In dat jaar werden drie klokken met de namen Maria, Petrus en Martinus in de toren getakeld. Deze waren respectievelijk 2500, 1500 en 1200 pond zwaar. Op 29 oktober 1468 stortte de toren - die toen bijna gereed was - plotseling in, daarbij de dubbelkerk deels verwoestend. Twee nonnen kwamen daarbij om het leven.
Besloten werd een grotere kerk te bouwen, omdat men vond dat een stad als Alkmaar die zou moeten hebben. De bouw van deze kerk, de huidige kerk, begon in 1470. Op 9 juni dat jaar werd de eerste steen gelegd. Bijna vijftig jaar later, in 1518, werd de kerk voltooid. Het eerste hoofdaltaar was toegewijd aan de Heilige Drievuldigheid. Een retabel uit 1540 was een drieluik dat beschilderd was door Maarten van Heemskerck. Het is uitgeklapt zes bij acht meter groot en daarmee het grootste dat ooit in de Nederlanden werd gemaakt. Details van het lijdensverhaal werden op het altaarstuk afgebeeld, zoals het op het hoofd van Christus plaatsen van een kroon van doorntakken, het tonen van Christus door Pontius Pilatus aan de menigte, de kruisiging en de wederopstanding. De buitenkant van de zijluiken bevatten onderdelen van het leven van de patroonheilige van de kerk, de Heilige Laurentius, die geroosterd wordt op een vuur en aan de armen de kerkschatten uitdeelt die de keizer voor zichzelf had opgeëist. Na de Reformatie werd het altaarstuk naar Rusland gestuurd. Het schip leed echter schipbreuk en het kwam als strandvondst in handen van de Zweedse koning Johan III die het aan de Lutherse domkerk van Linköping schonk. Daar bevindt het zich nog steeds.
De Grote Kerk is, net als zijn voorgangers, gebouwd op een verhoogde zandrug. De kerk is een toonbeeld van Brabantse gotiek en zou zijn ontworpen door de Mechelse architect Andries I Keldermans, een lid van de Mechelse familie van architecten Keldermans, maar officiële aktes zouden enkel melding maken van Antoon I Keldermans, zijn zoon. Naast Antoon werkte ook zijn broer Matthijs II en na Antoons dood diens zoon Antoon II mee aan de bouw en het definitieve ontwerp.
In 1573 kwam de kerk in protestantse handen. Het heeft niet echt te lijden gehad van de beeldenstorm. Wel werd sinds de overname de kerk soberder ingericht en verdwenen altaren en de overbodig geachte heiligenbeelden.
In augustus 1923 werd begonnen met een ingrijpende restauratie nadat de bouwkundige staat van het gebouw zeer te wensen overliet. Vier jaar later werden de werkzaamheden wegens geldgebrek gestaakt. Een deel van de kerk bleef daarbij in de steigers staan. In 1937 werden noodvoorzieningen getroffen en drie jaar later werd de restauratie hervat. Deze werkzaamheden kwamen in 1949 gereed en op 10 september dat jaar werd de kerk weer in gebruik genomen.
Sinds 1996 heeft het gebouw geen religieuze functie. Momenteel is de kerk eigendom van de Stichting tot Behoud van Monumentale Kerken in Alkmaar. Die verhuurt het aan de Stichting Theater De Vest/Grote Sint Laurenskerk die de kerk gebruikt voor culturele activiteiten.
In april 2018 kwamen de zijluiken van het altaarstuk van Van Heemskerck voor een half jaar terug in de kerk voor een tentoonstelling ter gelegenheid van het 500 jaar bestaan van het kerkgebouw.

## Librije
Van begin zestiende eeuw tot aan 1819 was in de kerk de de librije van Alkmaar gevestigd. De librije was gevestigd in de  ruimte boven het zuidportaal van de kerk.  Gedurende de gehele periode was dit ook een kettingbibliotheek. De librije bezat ongeveer driehonderd banden uit de vijftiende, maar vooral de zestiende eeuw. Er waren enkele handschriften aanwezig, twee uit begin zestiende eeuw en een geïllustreerde historiebijbel uit de eerste helft van de vijftiende eeuw. Een ander topstuk uit de collectie is de door Christoffel Plantijn gedrukte achtdelige Biblia Regia. In 1819 verhuisde de collectie naar het stadhuis. In 1875 volgde een verhuizing naar het Stedelijk Museum Alkmaar en in  1966 naar het gemeentearchief, het Regionaal Archief Alkmaar. 

## Exterieur

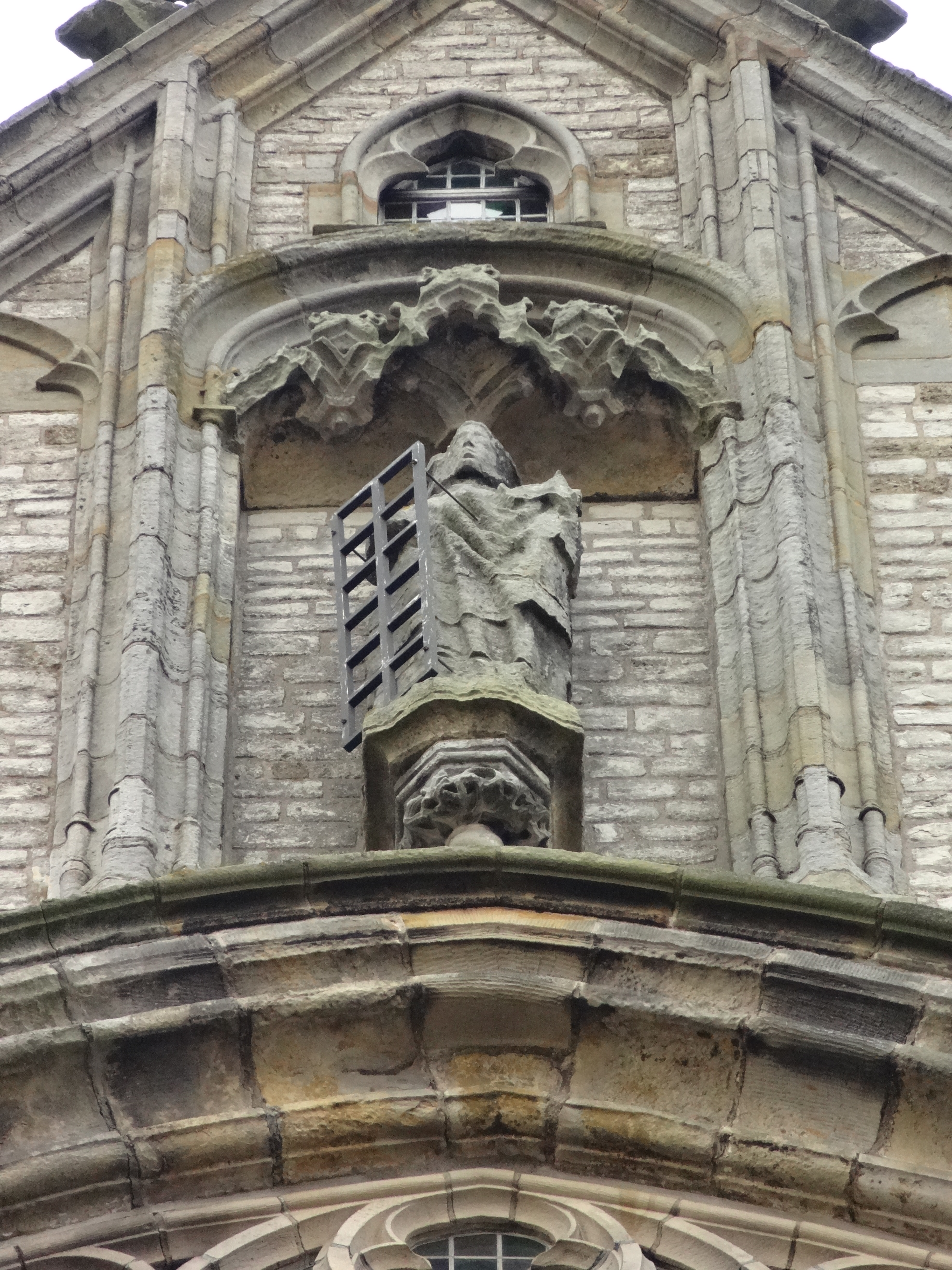
Het Sint Laurentiusbeeld van de hand van het Atelier Keldermans

Karakteristiek zijn de buitenmuren van witte gobertangesteen, waarmee het bakstenen gebouw bekleed is, het vieringtorentje (1525) en de vensters in de gevels van het dwarsschip, die tot de grootste van West-Europa behoren. Voorts is Duitse tufsteen gebruikt voor de muren en het schip.

## Interieur en inventaris
In de kerk bevinden zich ronde zuilen in gelige ledesteen.
De kerk huisvest twee zeer bekende orgels. Het koororgel is het oudste nog bespeelbare orgel van Europa, van oorsprong een eenklaviersorgel uit 1511 en vervaardigd door Jan van Covelen. Het werd enige tijd later met een tweede klavier uitgebreid. Het hoofdorgel stamt uit de 17e en 18e eeuw. Het waren Galtus van Hagerbeer (†1653) en zijn zoons Germer (±1610-1646) en Jacob (1622-1670) die in 1643 het eerste hoofdorgel bouwden, een driekwarts orgel met vrij pedaal. In 1725 werd het vervangen door een orgel met hoofd-, boven- en rugwerk en vrij pedaal van Frans Caspar Schnitger. Deze maakte gebruik van een deel van het Hagerbeer-pijpwerk. In 1986 vond een algehele restauratie van het hoofdorgel plaats, die uitgevoerd werd door Flentrop Orgelbouw. Dit bedrijf restaureerde het in 2014 opnieuw. Boven dit orgel is een schildering te zien van Romeyn de Hooghe, waarop de strijd tussen goed en kwaad wordt uitgebeeld.
Het ontwerp van de orgelkas van het hoofdorgel en die van de daarop aangebrachte decoraties, evenals die van de beschildering op de luiken, zijn van de hand van de architect-schilder Jacob van Campen. Voor de buitenkant van de luiken ontwierp hij een voorstelling van De triomf van koning Saul na Davids overwinning op Goliath. Deze laatste beschildering werd uitgevoerd door de in Alkmaar geboren kunstschilder Caesar van Everdingen. De beschilderde delen van deze luiken hebben een oppervlakte van 908 bij 803 cm; de platte zijn van doek op een lattenstelsel en de bolle zijn op paneel.
In de koorsluiting bevindt zich een schildering van het Laatste Oordeel uit 1518: die werd ten tijde van de voltooiing van de kerk door Jacob Cornelisz van Oostsanen vervaardigd en van 2003 tot 2011 gerestaureerd door Willem Haakma Wagenaar en Edwin van den Brink vof. Het bestaat uit negen gewelfvakken en is bijna honderd vierkante meter groot. Het is niet gesigneerd, maar er wordt niet aan getwijfeld dat Van Oostsanen de maker is. De schildering behoort tot de omvangrijkste van Nederland. Bij de restauratie werden tevens de gewelfschilderingen van het Noordertransept op hun oorspronkelijke plaats teruggezet. Deze schilderingen beslaan veertien vakken en waren lange tijd zoek, maar werden in 1999 door Willem Haakma Wagenaar in het depot van het Rijksmuseum Amsterdam teruggevonden.
De protestanten voorzagen de kerk van de preekstoel (1655), een doophek (1605) en herenbanken (1651-1655). Het koorhek en gotische koorbanken werden behouden, evenals een kist met daarbij een plaquette uit de 17e eeuw.
Daarop staat dat de kist ingewanden bevat van graaf Floris V van Holland, begraven vóór het hoofdaltaar onder een ‘wittige steen’.
De vloer bestaat uit grafzerken. Overledenen werden tot acht lagen diep begraven. Er zijn zerken uit de 16e, 17e en 18e eeuw, waaronder die van Anna Roemers Visscher en van stadsorganist Gerhardus Havingha. Carel de Dieu (1700-1789), jarenlang burgemeester van de stad, heeft een eigen grafkelder. In het hoogkoor hangt een grafbord met zijn familiewapen. Ook de plaatselijke schilder Caesar van Everdingen vond er zijn laatste rustplaats. Pieter Palinck en zijn echtgenote hebben er een koperen zerk. De laatste dode werd in 1830 begraven. Sindsdien is het verboden. In de jaren negentig van de twintigste eeuw werd de bovenste grondlaag tot ongeveer 1,5 meter diepte afgegraven voor de aanleg van vloerverwarming. Bij het archeologisch onderzoek dat toen plaatsvond werden onder meer muntjes gevonden die op de oogleden van de doden waren gelegd.
De consistoriekamer heeft een beschilderd houten tongewelfplafond met de wapens van onder andere Holland, keizer Karel V, Alkmaar, Delft en Oudewater.

## Klokken

### Huidige situatie

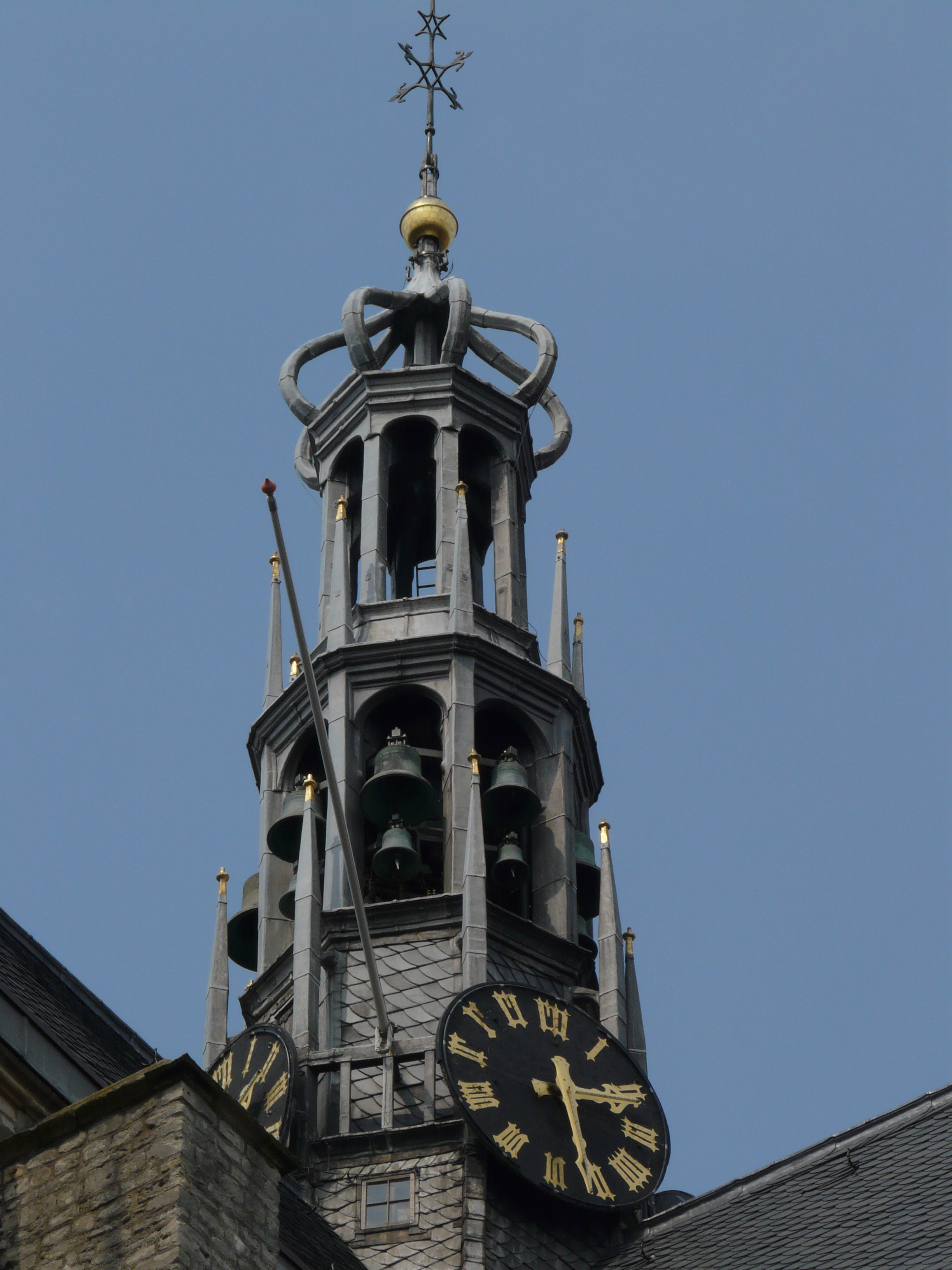
Carillon van Melchior de Haze uit ±1689 in de dakruiter van de Grote Kerk in Alkmaar

In de dakruiter hangt in het midden een grote uurslagklok met een diameter van 130 cm van Casparus en Johannes Moer uit 1525. In de vensters van het torentje hangen de 16 grootste klokken die in 1689 door Melchior de Haze voor de Grote Kerk werden gegoten. In 1963 werd het spel door Eijsbouts gerestaureerd, waarbij 12 klokken uit de Waag (ook van Melchior de Haze) de klokken van mindere kwaliteit vervingen. Eijsbouts breidde het spel daarnaast met 7 klokjes uit. Zodoende ontstond een carillon van drie octaven, zijnde 35 klokken. De toonhoogte was volgens de reeks bes1 (418 kg)-c2-d2-chromatisch-bes4 gestemd op basis bes in de middentoonstemming. Voor de bestemming van de afgekeurde klokken zie het lemma Waag (Alkmaar). In 2014-'15 werden het torentje en het klokkenspel opnieuw gerestaureerd. De inrichting van het carillon werd dit keer uitgevoerd door Clock-O-Matic uit Holsbeek in België. Adviseur voor het technisch gedeelte van het carillon was Arie Abbenes.

### Geschiedenis
In de 16e eeuw werd door de abt van Egmond een grote klok geschonken om de uren aan te geven. Deze klok werd in de vieringtoren opgehangen (cis1 ±1950 kg). Hij was door Casparus en Johannes Moer in 1525 gegoten en had als opschrift: 
Ick heet Saligmaeker. Als ick geluydt word bedrijf ick rou over de dooden. Door mijn clanck verdrijf ick de listen en plagen des Satans. Heer Meiard Man Abt tot Egmond heeft mij gegeven. Casparus en Johannes Moer fecerunt 1525.
Daarnaast werd in 1542 door klokkengieter Jacob Waghevens een voorslag gegoten om de uurslagen aan te kondigen. Waghevens maakte rond dezelfde tijd ook een voorslag voor de Sint-Janskapel (Kapelkerk) en de kapel van het H. Geestgasthuis nu het Waaggebouw. De voorslag voor de Grote kerk van 9 klokken werd in de loop der tijd uitgebreid met onder meer 2 klokken van François Hemony, gemaakt in 1651, en er was in 1688 bij een onderzoek door uurwerkmaker Willem Spraackel ook een klok aanwezig die in 1588 door de Utrechtse gieter Thomas Both was gegoten. Tot een compleet klokkenspel van Hemony kwam het nooit. Pas nadat Melchior de Haze uit Antwerpen in 1688 een carillon voor de Waagtoren had geleverd, werd in 1689 ook in de Grote Kerk een licht klokkenspel door dezelfde gieter gemaakt. Dit bestond tot 1963 uit 31 klokken. Oorspronkelijk kon dit lichte spel ook door een beiaardier bespeeld worden (meestal een van de organisten uit de stad), maar in de 18e eeuw werd het klavier verwijderd en speelden de klokken alleen als automatisch spel door middel van een speeltrommel om de kwartieren aan te geven die daarbij de heel- en half uurslag aankondigen.

### Speeltrommel
Sinds 1542 worden automatisch het hele etmaal op de klokken de kwartieren aangegeven door een speeltrommel. Na het automatisch spel op heel- en half uur volgen voluit de slagen. Het heel uur op de bourdon en het halfuur op een lichtere klok. Men noemt dit Hollandse slag. Tweemaal per jaar versteekt de stadsbeiaardier het trommelspeelwerk met vier nieuwe melodieën. Elk kwartier heeft zijn eigen melodie als herkenning van de tijd. De grootste klok (de bourdon) werd ook geklept voor kerkdiensten.
Het trommelspeelwerk is van Eijsbouts uit 1905.